# Stările Imperiale

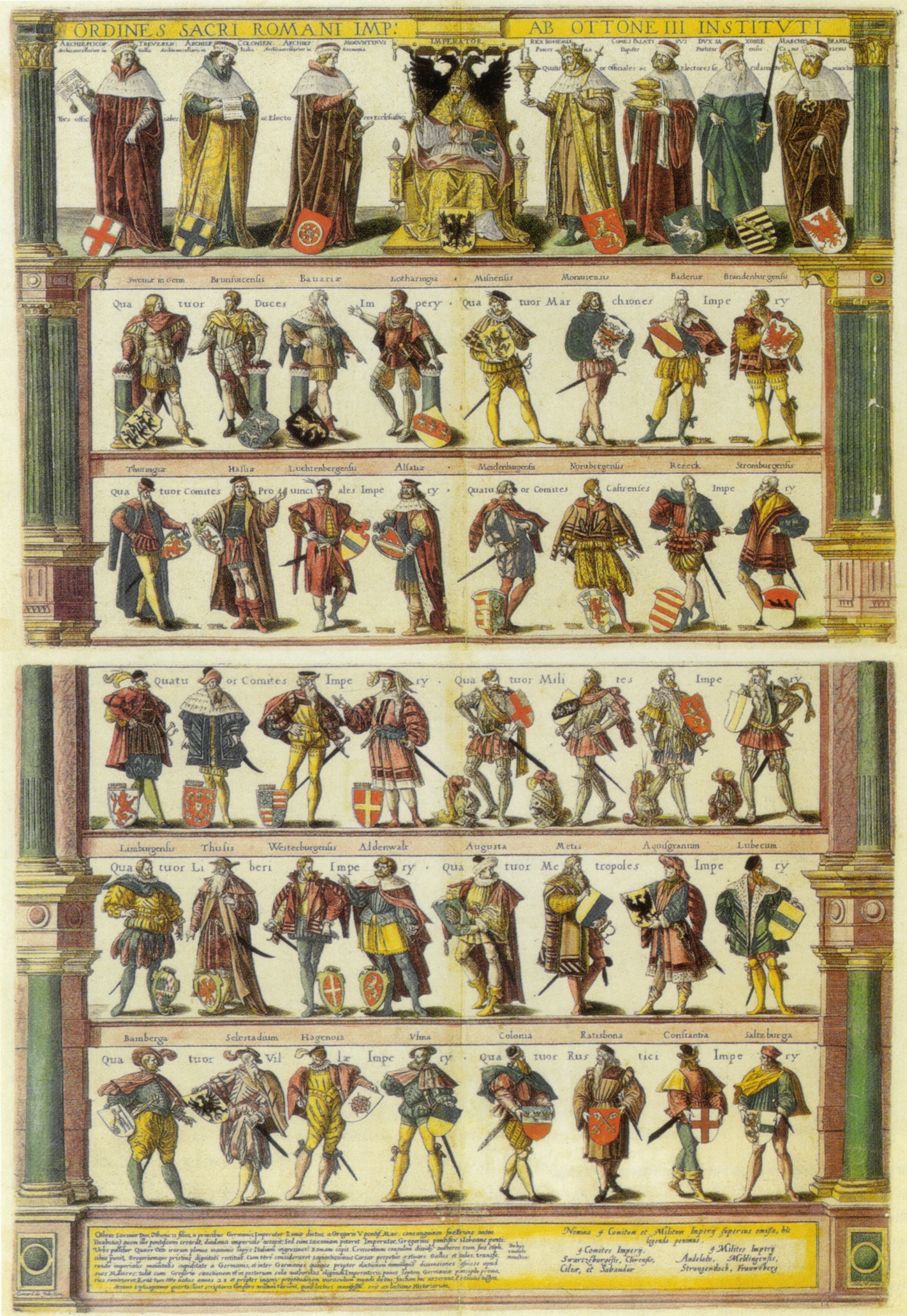
Reprezentare simbolică a Stărilor Imperiale (gravură pe tablă din cupru, 1606)

Stările Imperiale (în germană Reichsstände) ale Sfântului Imperiu Roman de Națiune Germană cuprindeau toate persoanele și asociațiile meseriașilor (bresle, ghilde, fraternități etc.) cu drept de participare și de vot în Dieta Imperială.
În Perioada Modernă timpurie stările imperiale cuprindeau peste 300 de prinți, prelați, conți și stăpâni liberi sau baroni (în germană Freiherr), precum și reprezentanți ai ordinelor cavalerești și ai orașelor imperiale libere. Acest statut imperial putea fi conferit de împărat și persoanelor care nu stăpâneau vreun teritoriu. Începând din 1654, pentru ca o persoană să facă parte din stările imperiale, trebuia să îndeplinească condiția deținerii unui teritoriu imperial, respectiv a unei feude aparținând imperiului acordate direct de împăratul romano-german. În afară de aceasta era necesară admiterea persoanei într-unul dintre Colegiile dietei și aprobarea dietei, precum și admiterea feudei respective într-un district imperial. De obicei se impunea și asumarea unei contribuții la sarcinile militare și la cheltuielile de întreținere a curții imperiale de judecată. Toate stările imperiale erau înscrise în Registrul imperial.
Stările imperiale ecleziastice includeau:
- cei trei principi electori ecleziastici: arhiepiscopii de Mainz, Köln și Trier;
- alți prelați care conduceau propriile teritorii laice (de ex. episcopi principi, prelați imperiali, respectiv stareți și starețe);
- Marii Maeștri ai ordinelor cavalerești (Ordinul Cavalerilor Teutoni, Ordinul Ioaniților).

Stările imperiale laice includeau:
- cei patru - mai târziu șase - principi electori laici: contele Palatin al Rinului (Palatinatul Elector), ducele de Saxonia-Wittenberg (Principatul Saxoniei), margraful de Brandenburg și regele Boemiei; din 1623/1648 ducele de Bavaria și din 1692/1708 ducele de Braunschweig-Lüneburg;
- prinți imperiali, conți stăpâni liberi și baroni (în germană Freiherr);
- reprezentanți ai orașelor imperiale libere.

Începând din 1489 stările imperiale au fost împărțite în trei colegii: Colegiul/Consiliul Principilor Electori, Colegiul/Consiliul Prinților Imperiali și Colegiul orașelor libere Imperiale. Conții și baronii nu făceau parte din aceste colegii ci erau membrii a inițial două, ulterior patru „bănci”, care dispunea fiecare de câte un vot în dietă.
Cavalerii imperiali primiseră și ei teritoriile direct de la împărat, însă ei nu au reușit niciodată să obțină reprezentarea în dietă ca stare imperială deși încercările lor în acest sens nu au lipsit.
Pentru emiterea documentului final pe care împăratul îl citea la sfârșitul întâlnirii dietei (în germană Reichsschluss) era necesar acordul tuturor colegiilor.
Fiecare principe elector, prinț laic și prinț-episcop avea propriul său vot în dietă. Conții erau reuniți în patru colegii fiecare dintre ele având un singur vot. Orașele imperiale libere formau și ele două colegii numite: banca Renană și banca Suabiei.
Teritoriile imperiale erau datoare să plătească un impozit împăratului și să asigure contingente pentru armata imperială. Toate stările imperiale erau obligate să ia parte personal la diete, fiind totuși posibilă participarea unui reprezentant. Nicio lege imperială generală nu putea fi adoptată fără aprobarea stărilor imperiale. Acestea puteau decide intrarea în război a imperiului, puteau încheia tratate între imperiu și alte state și puteau stabili crearea unor noi principate.